# Villerslev
Villerslev ligger i den sydlige del af Thy og er en lille landsby, beliggende tæt ved Limfjorden, grænsende op til Villerslev mose. I byen ligger Sydthy Produktionsskole og Villerslev Kirke. Indtil 1970 var byen en del af Hassing-Villerslev Kommune, nu tilhører den Thisted Kommune og ligger i Region Nordjylland.
56°49′10″N 8°29′18″Ø / 56.8194°N 8.4882°Ø